# جويل بورنس
جويل بورنس (بالإنجليزية: Joel Burns)‏ هو سياسي أمريكي، ولد في 4 فبراير 1969.